# Keizan Jōkin

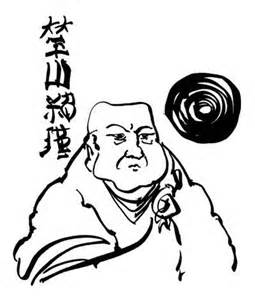
Mistrz zen Keizan Jōkin

Keizan Jōkin (jap. 瑩山紹瑾), ur. 13 listopada 1268 – zm. 22 września 1325 – japoński mistrz zen szkoły sōtō, czwarty japoński patriarcha szkoły. Uważany za współzałożyciela szkoły sōtō.

## Życiorys

### Okres początkowy – do 1294 roku
Keizan urodził się w prowincji Echizen (obecnie na terenie prowincji Fukui). Przez pierwszych osiem lat był wychowywany głównie przez swoją babkę Myōchi, która była jednym z pierwszych patronów Dōgena po jego powrocie z Chin. Keizan był tak z nią związany, że poświęcił jej później jedną ze świątyń w klasztorze Yōkō. Cała rodzina Keizana była wierna buddyzmowi. Jego matka - Ekan Daishi (zm. 1314) - była oddana bodhisattwie Kannon i przez jakiś czas studiowała u mistrza Dōgena w Kennin-ji a w końcu została opatką w Jōjū-ji. Kiedy była w ciąży z Keizanem ślubowała, że jeśli urodzi się zdrowo i bezpiecznie, poświęci go Buddzie i Dharmie.
W wieku 8 lat Keizan został nowicjuszem w Eihei-ji u Tettsū Gikaia, następnie został zaordynowany przez Kouna Ejō w wieku 13 lat, a po jego śmierci został uczniem Gikaia. Gdy osiągnął wiek 17 lat Gikai wysłał go na pielgrzymkę (w latach 1285-1288) po różnych buddyjskich ośrodkach w Japonii, aby zapoznał się z wszelkimi formami buddyzmu praktykowanymi wówczas w kraju. To doświadczenie spowodowało u Keizana trwały szacunek do innych tradycji buddyjskich. Między innymi zapoznał się z tradycją rinzai w klasztorze Tōfuku, w którym studiował u dwóch spadkobierców mistrza Enniego Ben’ena (1201–1280) – Hakuuna Egyō (1228–1297) i Tōzana Tanshō (1231–1291) oraz także u Shinchiego Kakushina (1207–1298) (który przywiózł do Japonii tekst Wumenguan) (jap. Mumonkan). Odwiedził także górę Hiei, aby studiować nauki tendai.
Chociaż zapoznał się z różnymi buddyjskimi naukami i praktykami, poświęcił się medytacji, którą praktykował pod kierunkiem Jakuena (1207–1299).
Po powrocie do Daijō-ji Keizan pod kierunkiem Gikaia doświadczył wielkiego oświecenia w 1294 roku. Gikai zaprezentował Keizanowi 19 przypadek z Mumonkan i umysł Keizana nagle się otworzył. Kōan ten składa się z pytania Zhaozhou Congshena o Drodze, skierowanego do mistrza chan Nanquana Puyuana, na które mistrz odpowiedział: "Drogą jest zwyczajny umysł". Gdy Keizan zmagał się z pokazaniem swojego zwyczajnego umysłu Gikaiowi, ten nagle uderzył go w twarz i Keizan osiągnął wielkie oświecenie.
Wkrótce po tym zdarzeniu Gikai uczynił Keizana swoim spadkobiercą i wyznaczył go na stanowisko "opata założyciela" klasztoru Jōman w prowincji Awa.

### Okres środkowy – opat Daijō-ji - budowa nowych klasztorów
W 1295 roku Keizan odwiedził klasztor Eihei, którego opatem był wówczas Gien. Gien potwierdził oświecenie Keizana, który przyjął także od niego wskazania bodhisattwy, co świadczyło, iż Keizan kontynuuje linie nauczania zarówno Gikaia jak i Giena.
W jakiś czas potem Keizan udał się na południe i odwiedził klasztor Daiji na wyspie Kiusiu. Po powrocie zatrzymał się w Kioto, gdzie spotkał po raz pierwszy Gasana Jōsekiego, który w przyszłości zostanie jego uczniem i spadkobiercą. Wkrótce oddał się nauczaniu mnichów i ludzi świeckich w Jōman-ji.
Około 1300 roku starzejący się Gikai wezwał go do Daijō-ji. W tym roku rozpoczął pracę nad swoim głównym dziełem literackim Denkōroku. Gdy Gikai odszedł w 1303 roku na emeryturę, opatem Daijō-ji został Keizan, który doprowadził klasztor do rozkwitu. Daijō-ji stał się jednym z głównych ośrodków buddyjskich w północno-wschodnich prowincjach Japonii. Zwiększyła się ilość uczniów, a rosnąca ranga klasztoru przyciągała nowych. Keizan zaczął prezentować Denkōroku swoim uczniom. W tym czasie napisał także swoje najbardziej popularne dzieło - Zazen yōjinki (Uwagi o praktyce zen).
Keizan prowadził Daijō-ji od 1303 do 1311 roku. Przekazał funkcję opata swojemu uczniowi Meihō Sotetsu pod koniec 1311 roku i założył nowy klasztor Jōju, którego prowadzeniem obarczył Mugaia Chikyō.
W 1312 roku Shigeno Nobunao wraz z żoną zaprosili Keizana do ich rezydencji w celu założenia nowego klasztoru. Jednak Keizan został w Daijō-ji jeszcze do końca 1317 roku. Różne problemy finansowe spowodowały (a być może także w pełni uprawnione oczekiwanie na to, że zostanie opatem Eihei-ji, że nowy klasztor nazwany Yōkō zaczął być budowany, z Keizanem jako "opatem założycielem", dopiero w 1317 roku. Keizan opisał biedę w jakiej wszyscy żyli podczas tej budowy; np. podczas ceremonii herbaty parzono igły sosnowe zamiast herbaty.
Keizan zaangażował się także w działalność prozelityczną. W 1319 roku zarządzał przyjęciem wskazań buddyjskich przez żonę Shigeno Nobunao, która otrzymała imię Sonin. W 1321 roku przeprowadził taką samą ceremonię dla jej męża, który przybrał imię Myōjō. Zapewnił sobie wtedy przyszłą ich współpracę przy utrzymaniu klasztoru). W 1322 roku poświęcił jeden z budynków klasztoru Yōkō - Enzū-in - bodhisattwie Kannon i zezwolił Sonin na wykorzystywanie go jako jej własnej kaplicy modlitewnej. Następnie przeprowadził również ceremonię wskazań dla matki Sonin, po jej dotacjach przeznaczonych dla klasztoru (otrzymała imię Shōzen). Zezwolił również na używanie przez nią pustelni klasztornej Zōkei-an jak swojej własnej. Po jej śmierci w 1325 roku mnisi z Yōkō-ji musieli przeprowadzać zarówno miesięczne jak i coroczne ceremonie wspomnieniowe na jej cześć.

### Okres schyłkowy – Sōji-ji
Latem 1321 roku Keizan otrzymał przekazaną mu starą świątynię Morookadera. Znajdowała się ona w dystrykcie Fugeshi w północnej części półwyspu Noto. Ofiarodawcą był rezydujący w niej kapłan ezoterycznego buddyzmu Jōken. Kiedy Jōken przeniósł się do nowego klasztoru w pobliżu)przekazał starą świątynię pod opiekę Keizanowi (jap. ushiromi). Keizan jednak nie zaopiekował się nią, ale natychmiast zmienił ją w klasztor zen szkoły sōtō. Z tej okazji, może aby się wytłumaczyć, napisał nawet krótki tekst Sōji-ji chūko engi (Historia odrodzenia Sōji-ji).
Klasztor został otwarty piątego miesiąca 1324 roku. Dwa miesiące później wyznaczył pierwszego opata, którym został Gasan Jōseki. Jeszcze tego samego wieczora i następnego dnia dokonał ceremonii ordynacyjnej dla dwudziestu ośmiu nowych mnichów, którzy utworzyli pierwszą społeczność klasztoru.
Opaci Sōji-ji wykorzystali twórczo przepisy stworzone przez Keizana dla Yōkō-ji. Klasztor rozwijał się i w 1589 roku dwór cesarski uznał Sōji-ji za główny klasztor szkoły sōtō. Sōji-ji i Eihei-ji były w nieustannym konflikcie. Dopiero w roku 1872 doszło do zgody, jednak skutki konfliktu widoczne są nawet i dziś.
Keizan zmarł 29 dnia 9 miesiąca (22 września) 1325 roku.

## Spuścizna
Przez część mnichów, zwłaszcza z linii przekazów Keizana, był uważany za właściwego założyciela szkoły sōtō. Po wielu dyskusjach ostatecznie zdecydowano się na swoisty kompromis - Dōgen nosi tytuł Najwyższego Patriarchy (高祖 kōso), a Keizan - Wielkiego Patriarchy (太祖 taiso).
Keizan był najbardziej płodnym pisarzem w historii szkoły sōtō, prawie dorównując Dōgenowi. Jego głównym dziełem jest Denkōroku (Przekaz światła). Przedstawił w nim historię przekazów Dharmy rozpoczynając od Buddy i Mahakaśjapy. Najpopularniejszym jego tekstem, do dziś używanym w szkole sōtō, jest traktat o praktyce zen Zazen yōjinki.
Działalność Keizana przyczyniła się wielkim stopniu do uczynienia szkoły sōtō największą tradycją w zenie japońskim. Stało się to dzięki częściowemu odejściu od nauk Dōgena i dostosowaniu praktyk, nawet o pochodzeniu ezoterycznym, do umysłowości prostych ludzi. Keizan różnił się od Dōgena łagodnością i okazywanym współczuciem. Dōgen i Keizan uzupełniali się nawzajem: ścisły formalizm Dōgena ustalił podstawy tradycji sōtō w Japonii, a ciepła i bezpośrednia osobowość Keizana pomogła w rozprzestrzenieniu się szkoły atrakcyjnej i dla ludzi świeckich i mnichów. Jego łagodność i pozytywny stosunek do kobiet spowodował, że w szkole sōtō zaczęło praktykować wiele kobiet.
Klasztor Sōji przewodzi największej sieci afiliowanych klasztorów i świątyń, dlatego w konflikcie Eihei-ji było na słabszej pozycji.

## Prace literackie
- Denkō-roku
- Zazen yōjinki
- Sankon zazensetsu
- Keizan shingi
- Sōji-ji chūko engi

## Linia przekazu Dharmy zen
Pierwsza liczba oznacza liczbę pokoleń od Pierwszego Patriarchy chan w Indiach Mahakaśjapy.
Druga liczba oznacza liczbę pokoleń od Pierwszego Patriarchy chan w Chinach Bodhidharmy.
Trzecia liczba oznacza początek nowej linii przekazu w innym kraju.
- 51/24. Tiantong Rujing (1163–1228)

- 52/25/1. Eihei Dōgen Kigen (1200–1253) Japonia. Szkoła sōtō

- 53/26/2. Sōkai
- 53/26/2. Senne (Yōkō-an)

- 54/27/3. Kyōgō (Yōkō-an)

- 53/26/2. Shinchi Kakushin (1207–1280)
- 53/26/2. Kangan Giin (1217–1300) (Daiji-ji)

- 54/27/3. Shidō Shōyū (zm. 1301 (Daiji-ji)
- 54/27/3. Tetsuzan Shian (Daiji-ji)

- 55/28/4. Gishō

- 56/29/5. Hohan

- 57/30/6. Gyokukan

- 58/31/7. Senten

- 55/28/4. Daiko

- 56/29/5. Gikai

- 57/30/6. Meishitsu

- 55/28/4. Ten’an

- 56/29/5. Chōkei

- 57/30/6. Ryōshitsu

- 55/28/4. Shiryō

- 56/29/5. Mutō

- 54/27/3. Ninnō Jōki

- 55/28/4. Gen’e

- 56/29/5. Zuiseki
- 56/29/5. Sansen

- 55/28/4. Saijū
- 55/28/4. Giyū

- 56/29/5. Baiin

- 55/28/4. Mōan
- 55/28/4. Kozen
- 55/28/4. Tekiden
- 55/28/4. Etsuō

- 54/27/3. Gukoku

- 55/28/4. Musetsu

- 56/29/5. Meian

- 53/26/2. Eihei Koun Ejō (1198–1280) (Eihei-ji)

- 54/27/3. Gien (zm. 1314) (Eihei-ji)
- 54/27/3. Jakuen (chin. Jiyuan) (1207–8.10.1299) (Hōkyō-ji)

- 55/28/4. Giun (Hōkyō-ji)

- 56/29/5. Donki (Hōkyō-ji)

- 54/27/3. Daijo Tettsū Gikai (1219–1309) (Daijō-ji)

- 55/28/4. Eiko Keizan Jōkin (1267–1325) (Daijō-ji)

- 56/29/5. Mugai Chikō (zm. 1351)
- 56/29/5. Koan Shikan (zm. 1341)

- 57/30/6. Zuiō

- 56/29/5. Gasan Jōseki (1276–1366)

- 57/30/6. Mugai Enshō (1311–1381)
- 57/30/6. Tsūgen Jakurei (1322–1391)
- 57/30/6. Musai Jinshō (zm. 1381)
- 57/30/6. Gennō Shinshō (1329–1400)
- 57/30/6. Taigen Shōshin (zm. ok. 1371)
- 57/30/6. Gessen Ryōin (1319–1400)
- 57/30/6. Mutan Sokan (zm. 1387)
- 57/30/6. Jikugen Chōsai (bd)
- 57/30/6. Dōsō Dōai (zm. 1379)
- 57/30/6. Chikudō Ryōgen (bd)
- 57/30/6. Jippō Ryōshū (zm. 1405)
- 57/30/6. Mutei Ryōshō (1313–1361)
- 57/30/6. Mutō Esū (bd)
- 57/30/6. Daitetsu Sōrei (1333–1408)

- 56/29/5. Meihō Sotetsu (1277–1350)

- 57/30/6. Shugan Dochin
- 57/30/6. Daichi Sokei (1290–1366)

- 56/29/5. Kohō Kakumyō (1271–1361)
- 56/29/5. Genka Tekkyō (zm. 1321)

- 57/30.6. Genshō Chinzan (bd)

- 56/29/5. Ekyū (bd) pierwsza znana mniszka, która otrzymała przekaz Dharmy szkoły sōtō